# Imposte

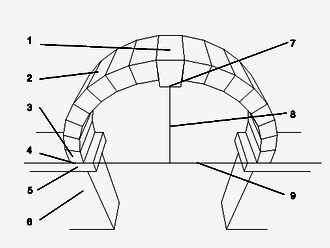
4 : naissance de l'arc ou ligne d'imposte.
5 : imposte.

Une imposte est, en architecture, le couronnement du pied-droit d'un arc. C’est aussi la partie supérieure indépendante, fixe ou ouvrante, d'une porte ou d'une fenêtre.

## Dans la construction

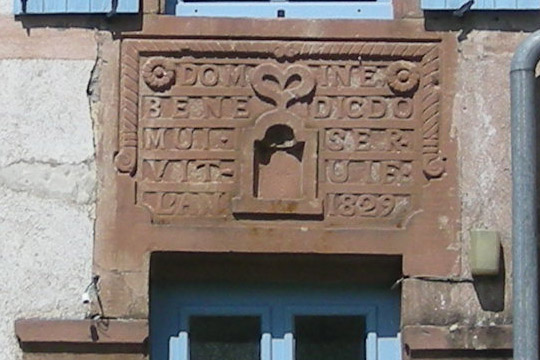
Linteau à imposte dans un village vosgien, à Lesseux.

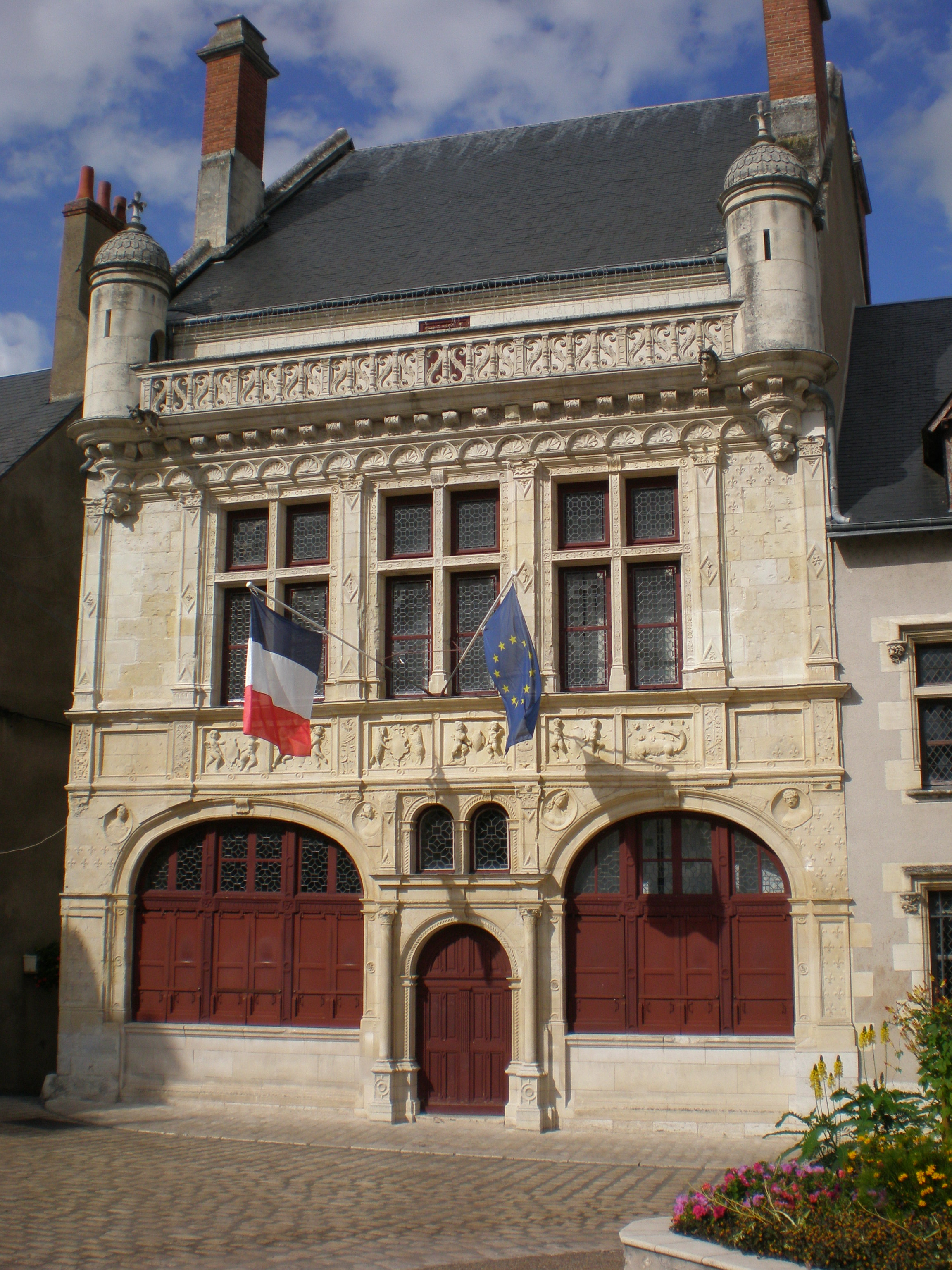
L'hôtel de ville de Beaugency présente une porte centrale en plein cintre surmontée d'une imposte à baies géminées.

En architecture classique maçonnée, l'imposte est une pierre saillante (généralement dure) qui forme le couronnement du piédroit d'un arc (l'imposte est au piédroit ce que le chapiteau est à la colonne), à la naissance de l'arc. Cette pierre est généralement moulurée selon les ordres architecturaux. Cette dernière assise du piédroit sous l'arc se présente le plus souvent sous la forme d’une tablette saillante.

Le corps de moulure de l'arc (le châssis de tympan) se nomme également « imposte ».
En construction (maçonnerie et menuiserie) du bâtiment, une imposte est, par extension au vocabulaire de maçonnerie, la partie supérieure indépendante fixe ou ouvrante d'une porte (extérieure tout comme intérieure) ou d'une fenêtre. Elle permet souvent de laisser passer de la lumière. Quand elle est ouvrante et vitrée, elle est souvent appelée « vasistas ».

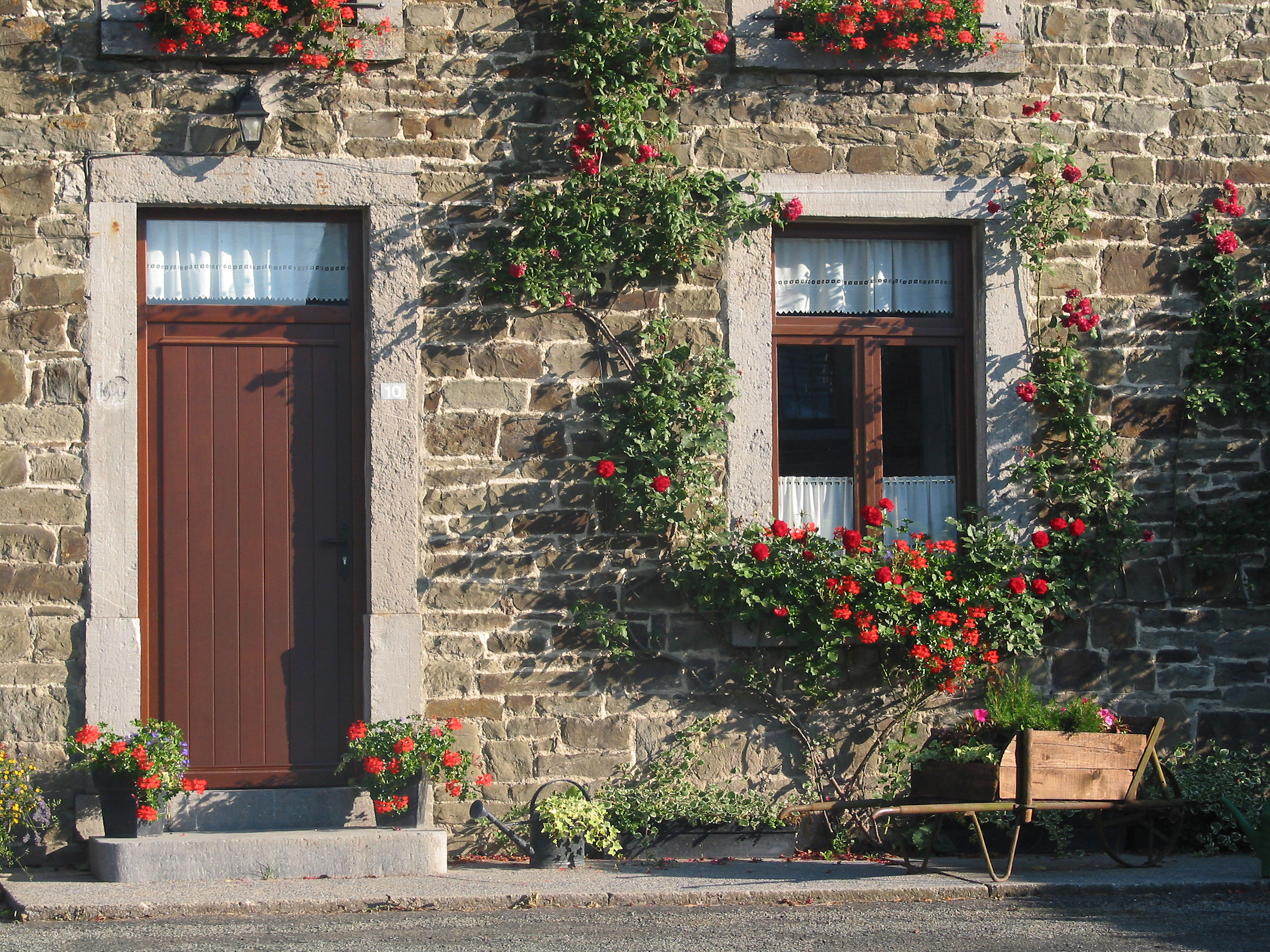
Maison dont la porte et la fenêtre comportent une imposte.
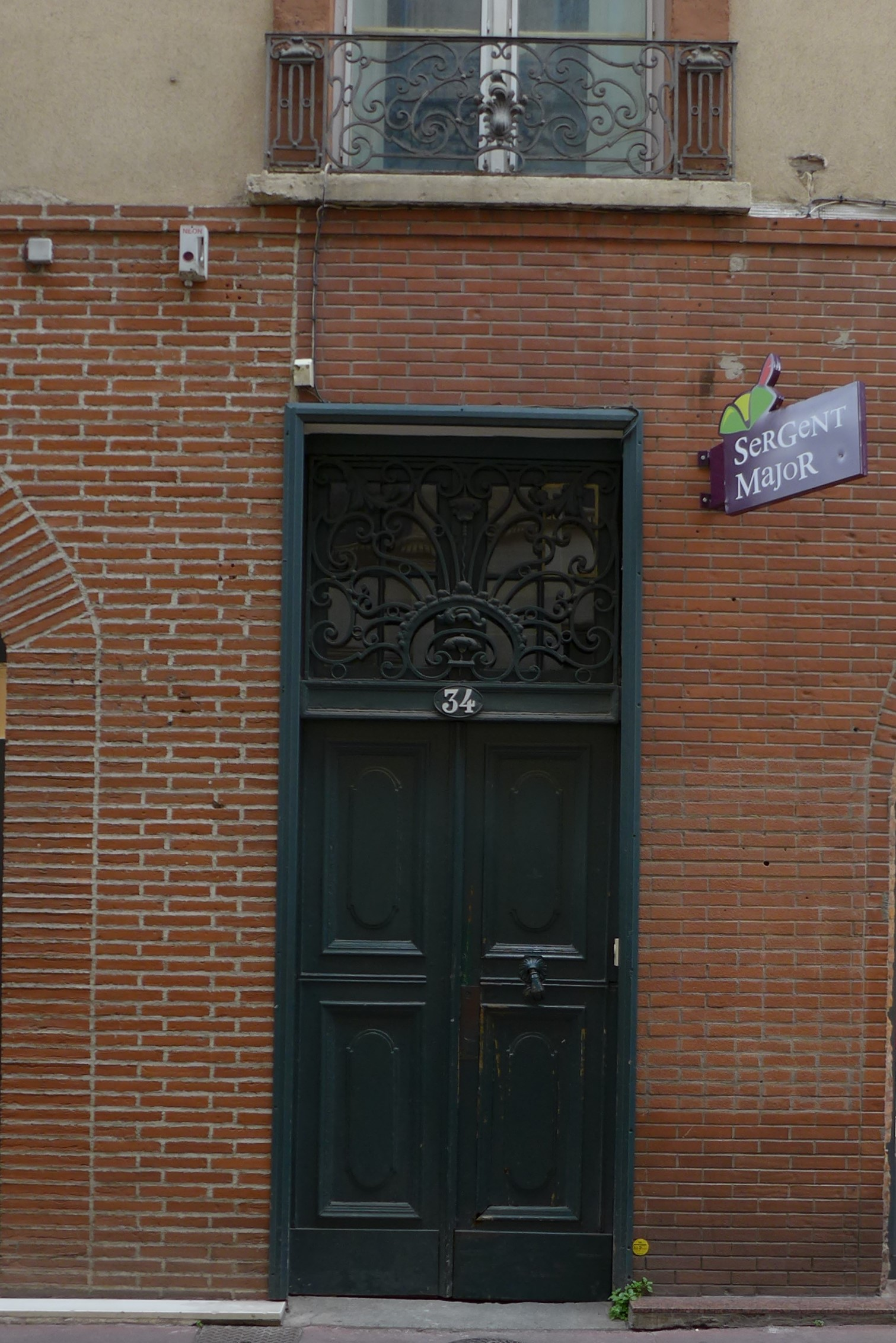
L'imposte vitrée peut être protégée par une grille en fer forgé.
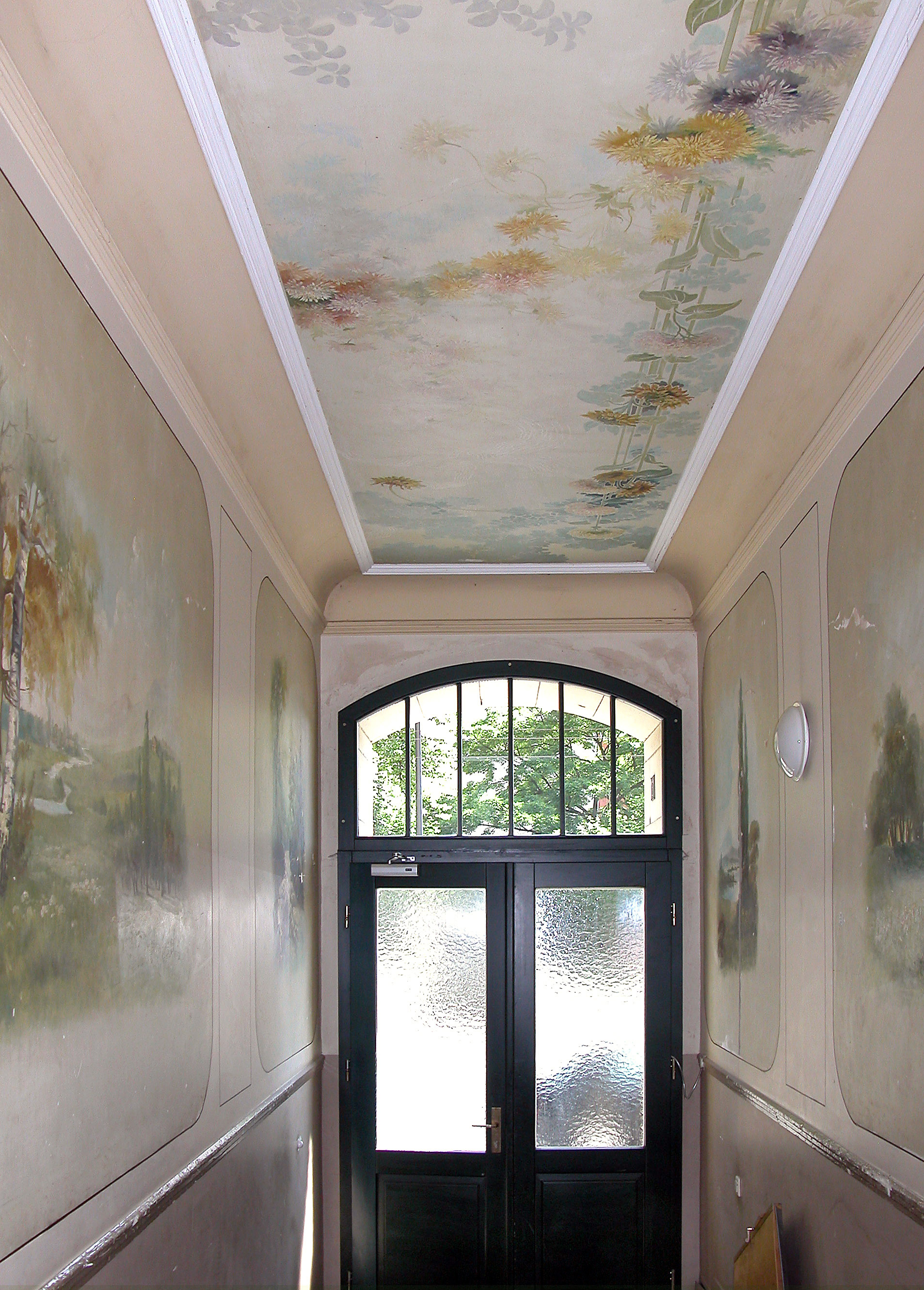
Elle peut aussi être protégée par des barreaux de défense intérieurs ou extérieurs.
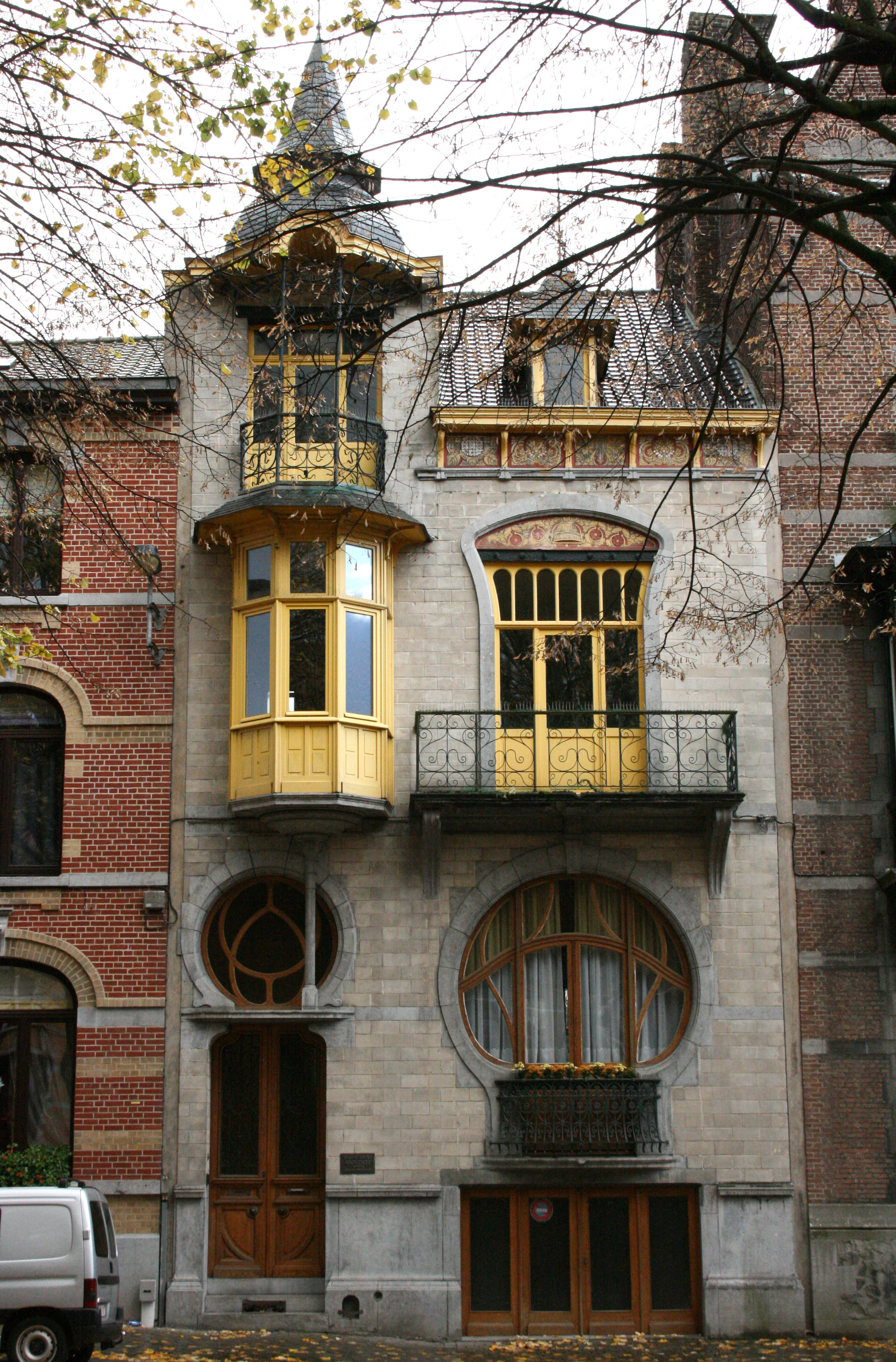
Porte surmontée d'une baie d'imposte circulaire.
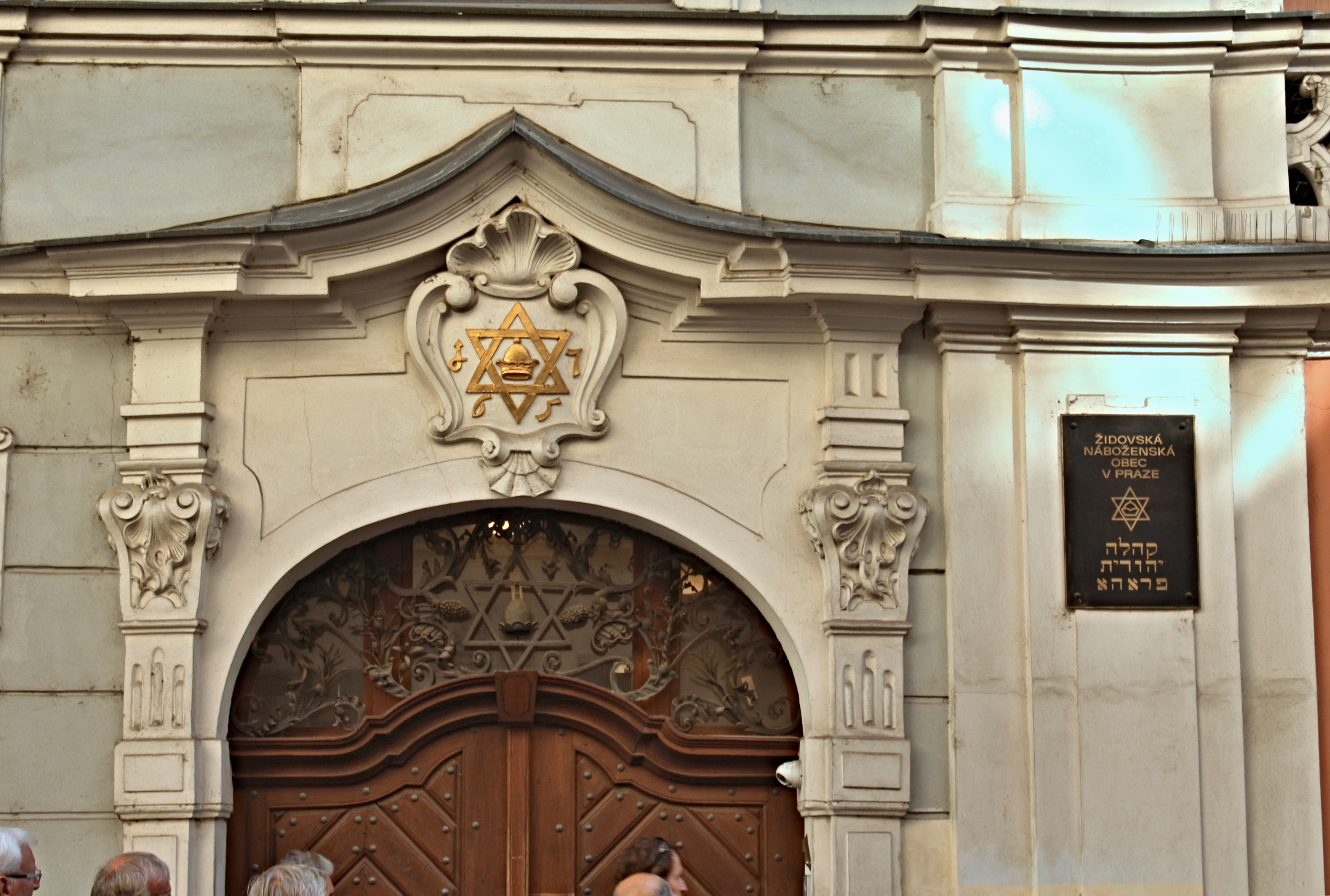
Porte à baie d'imposte sur traverse chantournée.
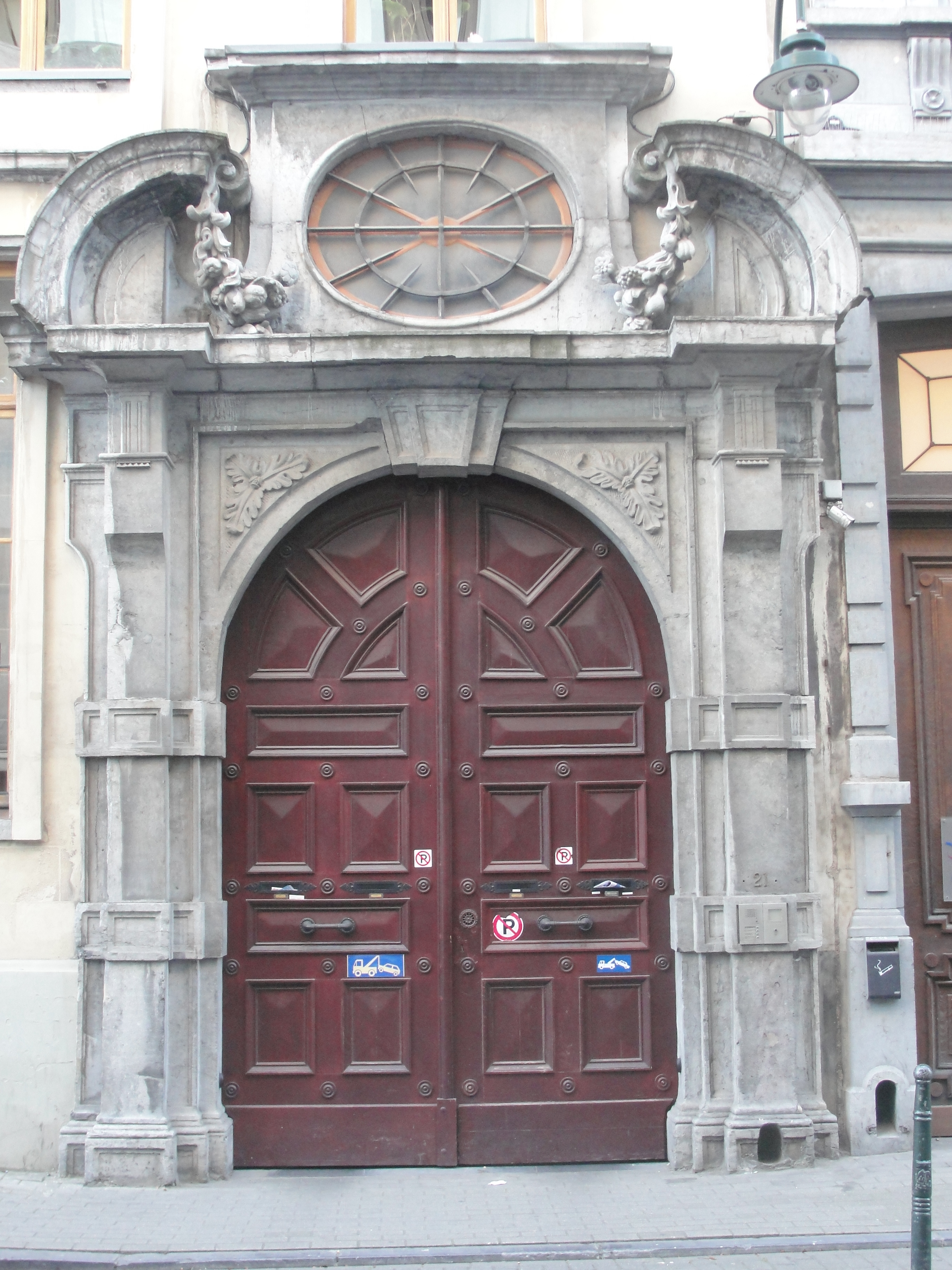
Baie d'imposte ovale à grillage rayonnant coiffée par un larmier droit et cantonnée par deux volutes et de lourdes guirlandes de fruits.

## Dans le domaine ferroviaire
Une imposte est la partie ouvrante d'une fenêtre de voiture pour le transport de voyageurs. De telles fenêtres sont présentes sur le matériel fabriqué à partir des années 1970 et avant la fabrication de voitures climatisées. Dans les voitures climatisées, certaines fenêtres ont encore une imposte qui ne sert plus que lorsque la climatisation est hors service. En service normal, ces impostes sont verrouillées.